# Ludwig Philipp von Portugal

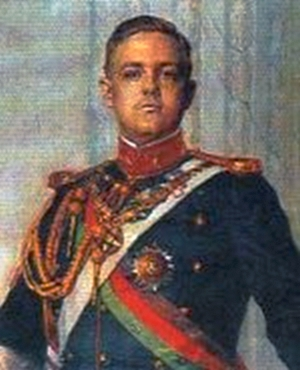
Prinz Ludwig Philipp von Portugal

Ludwig Philipp (portugiesisch: Dom Luís Filipe Maria Carlos Amélio Fernando Victor Manuel António Lourenço Miguel Rafael Gabriel Gonzaga Xavier Francisco de Assis Bento de Bragança Orleães Sabóia e Saxe-Coburgo-Gotha) (* 21. März 1887 in Lissabon; † 1. Februar 1908 ebenda) war Kronprinz von Portugal aus dem Hause Sachsen-Coburg und Gotha.

## Leben
Ludwig Philipp war der älteste Sohn von Karl I. von Portugal und dessen Ehefrau Amélie von Orléans. Er war Offizier und hatte eine militärische Ausbildung.
Er starb am 1. Februar 1908 in Lissabon zusammen mit seinem Vater durch ein Attentat. Bei dem Anschlag wurden Pistolenschüsse auf die Kutsche abgefeuert, in der Ludwig Philipp zusammen mit seinem Vater reiste. Der König starb sofort, Ludwig Philipp erlag 20 Minuten später seinen Verletzungen. Genau genommen war er deshalb 20 Minuten lang portugiesischer König (Ludwig II.), wird aber im Allgemeinen nicht in den Königslisten des Landes aufgeführt. Sein jüngerer Bruder Manuel II. bestieg in der Folge als letzter Monarch den portugiesischen Thron.

## Vorfahren
| Ahnentafel Ludwig Philipp von Portugal  | Ahnentafel Ludwig Philipp von Portugal                                                                                              | Ahnentafel Ludwig Philipp von Portugal                                                                                              | Ahnentafel Ludwig Philipp von Portugal                                                                                  | Ahnentafel Ludwig Philipp von Portugal                                                                         | Ahnentafel Ludwig Philipp von Portugal                                                                                               | Ahnentafel Ludwig Philipp von Portugal | Ahnentafel Ludwig Philipp von Portugal                                                                                               | Ahnentafel Ludwig Philipp von Portugal                                                                                               |
| --------------------------------------- | --- | --- | --- | --- | --- | --- | --- | --- |
| Ururgroßeltern                          | Prinz Ferdinand von Sachsen-Coburg-Saalfeld (1785–1851) ⚭ 1815 Prinzessin Maria Antonie Gabriele von Koháry (1797–1862)             | König Peter IV. (1798–1834) ⚭ 1817 Erzherzogin Maria Leopoldine von Österreich (1797–1826)                                          | König Karl Albert von Sardinien-Piemont (1798–1849) ⚭ 1817 Prinzessin Maria Theresia von Österreich-Toskana (1801–1855) | Erzherzog Rainer von Österreich (1783–1853) ⚭ 1820 Prinzessin Maria Elisabeth von Savoyen-Carignan (1800–1856) | Louis-Philippe, König der Franzosen (1773–1850) ⚭ 1809 Prinzessin Maria Amalia von Neapel-Sizilien (1782–1866)                       | Erbgroßherzog Friedrich Ludwig von Mecklenburg-Schwerin (1778–1819) ⚭ 1799 Prinzessin Karoline Luise von Sachsen-Weimar-Eisenach (1786–1816) | Louis-Philippe, König der Franzosen (1773–1850) ⚭ 1809 Prinzessin Maria Amalia von Neapel-Sizilien (1782–1866)                       | König Ferdinand VII. von Spanien (1784–1833) ⚭ 1829 Prinzessin Maria Christina von Neapel-Sizilien (1806–1878)                       |
| Urgroßeltern                            | Prinz Ferdinand von Sachsen-Coburg und Gotha, als Ferdinand II. König von Portugal (1816–1885) ⚭ 1836 Königin Maria II. (1819–1853) | Prinz Ferdinand von Sachsen-Coburg und Gotha, als Ferdinand II. König von Portugal (1816–1885) ⚭ 1836 Königin Maria II. (1819–1853) | König Viktor Emanuel II. von Italien (1820–1878) ⚭ 1842 Erzherzogin Adelheid von Österreich (1822–1855)                 | König Viktor Emanuel II. von Italien (1820–1878) ⚭ 1842 Erzherzogin Adelheid von Österreich (1822–1855)        | Prinz Ferdinand Philippe d’Orléans, duc de Chartres (1810–1842) ⚭ 1837 Prinzessin Helene zu Mecklenburg-Schwerin (1814–1858)         | Prinz Ferdinand Philippe d’Orléans, duc de Chartres (1810–1842) ⚭ 1837 Prinzessin Helene zu Mecklenburg-Schwerin (1814–1858)                 | Prinz Antoine d’Orléans, duc de Montpensier (1824–1890) ⚭ 1846 Infantin Luisa Fernanda von Spanien (1832–1897)                       | Prinz Antoine d’Orléans, duc de Montpensier (1824–1890) ⚭ 1846 Infantin Luisa Fernanda von Spanien (1832–1897)                       |
| Großeltern                              | König Ludwig I. (1838–1889) ⚭ 1862 Prinzessin Maria Pia von Savoyen (1847–1911)                                                     | König Ludwig I. (1838–1889) ⚭ 1862 Prinzessin Maria Pia von Savoyen (1847–1911)                                                     | König Ludwig I. (1838–1889) ⚭ 1862 Prinzessin Maria Pia von Savoyen (1847–1911)                                         | König Ludwig I. (1838–1889) ⚭ 1862 Prinzessin Maria Pia von Savoyen (1847–1911)                                | Prinz Louis Philippe Albert d’Orléans, comte de Paris (1838–1894) ⚭ 1864 Prinzessin Maria Isabella d’Orléans-Montpensier (1848–1919) | Prinz Louis Philippe Albert d’Orléans, comte de Paris (1838–1894) ⚭ 1864 Prinzessin Maria Isabella d’Orléans-Montpensier (1848–1919)         | Prinz Louis Philippe Albert d’Orléans, comte de Paris (1838–1894) ⚭ 1864 Prinzessin Maria Isabella d’Orléans-Montpensier (1848–1919) | Prinz Louis Philippe Albert d’Orléans, comte de Paris (1838–1894) ⚭ 1864 Prinzessin Maria Isabella d’Orléans-Montpensier (1848–1919) |
| Eltern                                  | König Karl I. (1863–1908) ⚭ 1886 Prinzessin Amélie von Orléans (1865–1951)                                                          | König Karl I. (1863–1908) ⚭ 1886 Prinzessin Amélie von Orléans (1865–1951)                                                          | König Karl I. (1863–1908) ⚭ 1886 Prinzessin Amélie von Orléans (1865–1951)                                              | König Karl I. (1863–1908) ⚭ 1886 Prinzessin Amélie von Orléans (1865–1951)                                     | König Karl I. (1863–1908) ⚭ 1886 Prinzessin Amélie von Orléans (1865–1951)                                                           | König Karl I. (1863–1908) ⚭ 1886 Prinzessin Amélie von Orléans (1865–1951)                                                                   | König Karl I. (1863–1908) ⚭ 1886 Prinzessin Amélie von Orléans (1865–1951)                                                           | König Karl I. (1863–1908) ⚭ 1886 Prinzessin Amélie von Orléans (1865–1951)                                                           |
| Ludwig Philipp von Portugal (1887–1908) | | | | | | | | |